# Kristie Ebi

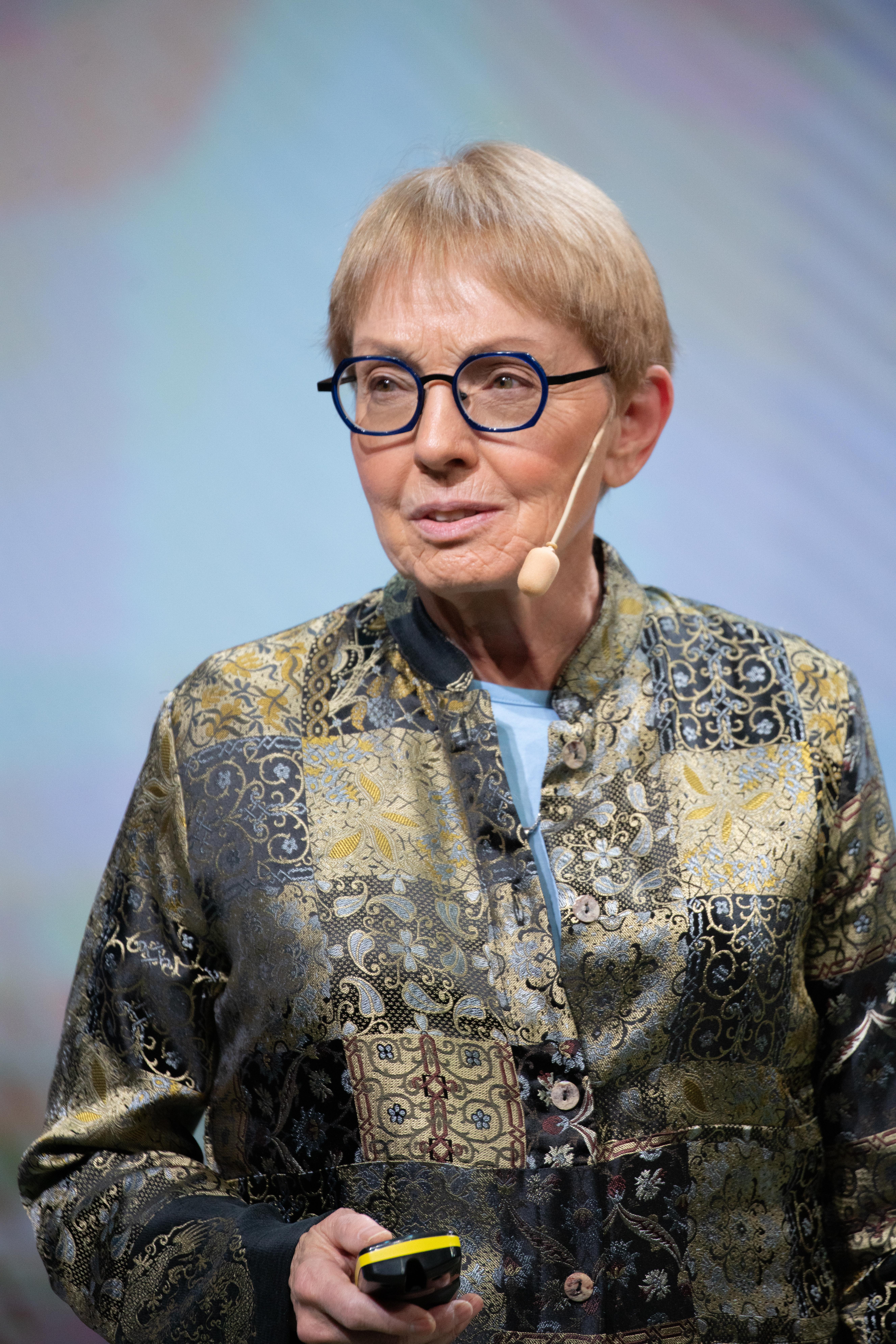
Kristie Ebi, 2024

Kristie L. Ebi (geboren vor 1972) ist eine US-amerikanische Gesundheitswissenschaftlerin, die sich hauptsächlich mit den gesundheitlichen Auswirkungen des Klimawandels befasst. Sie ist Professorin an der University of Washington in der Abteilung der Rohm-&-Haas-Stiftungsprofessur für Gesundheitswesen.
Ebi ist Gründerin und ehemalige Direktorin (2014–2019) des Center for Health and the Global Environment (CHanGE) an der University of Washington School of Public Health.

## Leben
Ebi schloss 1972 an der Michigan State University ein Bachelorstudium der Biochemie ab, 1976 am Massachusetts Institute of Technology ein Masterstudium der Toxikologie. Sie legte zudem an der University of Michigan ihr Master- (1983) und Promotionsstudium (1985) der Epidemiologie ab. Sie forschte nach ihrem Studium an der London School of Hygiene and Tropical Medicine.

## Wirken
Ebi forscht zu den Gesundheitsrisiken von Klimaschwankungen und des Klimawandels. Ihre Forschung konzentriert sich auf die Auswirkungen von und Anpassung an Klimaschwankungen und -wandel, einschließlich damit verbundener Extremereignisse, Wärmebelastung, Lebensmittelsicherheit und Vektorkrankheiten. Ihr geht es dabei um das Verständnis der Ursachen für Anfälligkeiten, die Einschätzung gegenwärtiger und zukünftiger Gesundheitsrisiken des Klimawandels sowie die Entwicklung von Anpassungsstrategien und -maßnahmen zur Verringerung der Risiken des Klimawandels in Umgebungen mit mehreren Stressfaktoren.
Ebi war eine der Leitautorinnen des 2018 erschienenen Sonderberichts 1,5 °C globale Erwärmung des Intergovernmental Panel on Climate Change (IPCC). Ebis Kapitel zeigt dabei auf, dass ein Voranschreiten des menschengemachten Klimawandels für viele Menschen den Tod bedeuten kann. In der öffentlichen Debatte um Auswege aus der Klimakrise verglich Ebi den Bericht mit einem Arzt, der bei einem Patienten eine sehr ernsthafte Diagnose stellt: „Wenn Sie Krebs haben, benötigen Sie einen Arzt, der Ihnen sagt, wie schwerwiegend Ihr Krebs ist und welche Möglichkeiten Sie haben.“

## Veröffentlichungen (Auswahl)
- Kristie L. Ebi, Jan C. Semenza (2008). Community-based adaptation to the health impacts of climate change. American Journal of Preventive Medicine, 35(5), 501–507. doi:10.1016/j.amepre.2008.08.018
- Brian C. O’Neill, Elmar Kriegler, Kristie L. Ebi, Eric Kemp-Benedict, Keywan Riahi, Dale S. Rothman, Bas J. van Ruijven, Detlef P. van Vuuren, Joern Birkmann, Kasper Kok, Marc Levy, William Solecki (2017). The roads ahead: narratives for shared socioeconomic pathways describing world futures in the 21st century. Global Environmental Change, 42, 169–180. DOI:10.1016/j.gloenvcha.2015.01.004
- Chunwu Zhu, Kazuhiko Kobayashi, Irakli Loladze, Jianguo Zhu, Qian Jiang, Xi Xu, Gang Liu, Saman Seneweera, Kristie L. Ebi, Adam Drewnowski, Naomi K. Fukagawa, Lewis H. Ziska (2018). Carbon dioxide (CO2) levels this century will alter the protein, micronutrients, and vitamin content of rice grains with potential health consequences for the poorest rice-dependent countries. Science Advances, 4(5). DOI:10.1126/sciadv.aaq1012